# Grannar
Grannar engelska: Neighbours är en australisk daglig TV-såpopera som skapades av Reg Watson 1985. Tittarna får följa livet på Ramsay Street i förorten Erinsborough. Såpan producerades av Grundy Television som senare köptes upp av FremantleMedia och visades ursprungligen på kanalen Seven Network men flyttade 2011 till 10 Peach. Serien var under de tidiga åren mer inriktad på traditionella familjeproblem, kryddat med en hel del lättsam humor. Allt efter att åren har gått har serien fått en något mer dramatisk ton och under 2010-talet en tydligare inriktning på ungdomar och unga vuxna. Seriens största publik har alltid funnits i Storbritannien och distributionsavtalen där har i många fall haft större inflytande på serien än den inhemska kanalen i Australien. Seriens sista avsnitt visades 28 juli 2022.
Från 2011 producerades serien för den australiska kanalen 10 Peach som uttalat riktar sig specifikt till unga.
Skådespelare som gjort karriär utanför serien och Australiens gränser är bland andra Kylie Minogue, Jason Donovan, Natalie Imbruglia, Guy Pearce, Alan Dale, Jesse Spencer, Holly Valance, Eliza Taylor-Cotter och Caitlin Stasey.
Eliza Taylor-Cotter och Caitlin Stasey har båda medverkat i barnserien Pyjamasklubben.